# 雲南閉殼龜
雲南閉殼龜（學名：Cuora yunnanensis）是一種地龜科動物。牠們可能是中國雲南的特有種，但懷疑於21世紀初(約2000年至2003年)已經滅絕。曾有標本於1940年採集得來但是，該標本的可信性卻備受質疑，主要是因為在當時的中國常有這種造假以求高價的現象，也有指這其實是一個混種。2007年突破性地發現三個標本，並經過基因証明後都是雲南閉殼龜，而非混種。2000年評核的IUCN紅色名錄一度把它列為已滅絕物種，2009年更新为极危。牠們的分佈仍然不明，現正有多種保育措施實施來保護牠們免受真正滅絕的威脅。
种加词 yunnanensis 意为“云南的”。

## 外部連結
- World Chelonian Trust: Cuora Gallery （页面存档备份，存于）. Contains C. yunnanensis museum specimen photos. Retrieved 2007-SEP-01.